# Ilene Woods
Jacqueline Ruth Woods (5 de mayo de 1929 – 1 de julio de 2010) conocido artísticamente como Ilene Woods, fue una actriz y cantante estadounidense. Woods fue la voz original de la Cenicienta del clásico animado de 1950.

## Biografía
Su madre trabajó en el mundo del cine, llevando a Woods con ella. Cuando era pequeña, Woods soñaba con ser profesora pero su madre quería que fuese cantante. En 1944, empezó en un programa de radio. En la Segunda Guerra Mundial, hizo conciertos para el ejército con Paul Whiteman y la Army Air Forces Orchestra.
En 1948, dos compositores, Mack David y Jerry Livingston, llamaron a Woods para grabar "Bibbidi-Bobbidi-Boo", "A Dream Is a Wish Your Heart Makes" y "So This is Love". Pronto, las canciones fueron presentadas a Walt Disney para que fuese usada en la versión inglesa de La Cenicienta. Walt Disney escuchó las demos y dos días después Ilene era la voz del personaje principal. Ella aceptó el encargo, sorprendida de que ella fuera la escogida ante 300 aspiranmtes. En una entrevista, afirmó que "Ver [la película] en su nuevo formato fue impresionante para mí. Es tan hermoso. El color es magnífico, me dejó sin aliento, fue tan maravilloso. De alguna manera, olvido cuando estoy viendo la película que tuve algo que ver con ella. Sin embargo, me trae tantos recuerdos hermosos de trabajar con los maravillosos artistas y trabajar con Walt principalmente. Me trae recuerdos maravillosos, maravillosos."' Para promocionar Cinderella, Woods también hizo de Blancanieves en el audiolibro de 1949 de la película de 1937. Woods cantó ante el presidente Franklin D. Roosevelt en su casa en Hyde Park. También cantó en la Casa Blanca para el Presidente Truman, después de la Segunda Guerra Mundial. Woods se retiró del mundo de la interpretación en 1972, aunque continuó apareciendo de forma puntual para formar autógrafos.
En 2003, Woods fue premiada con el galardón de Disney Legends por su actuación. En una entrevista para Starlog de 2006 Woods dijo, "Me encanta la idea de que después de que me haya ido, los niños seguirán escuchando mi voz [como Cenicienta]."
Woods moría por complicaciones con el Alzheimer en Canoga Park (Los Ángeles) el 1 de julio de 2010, a los 81 años de edad.

## Vida personal
Se casó por primera vez a los 17 años con Stephen Steck, Jr. con el que tuvo una hija, Stephanie. Después de divorciarse, se volvió a casar con el baterista de The Tonight Show Ed Shaughnessy en 1963. Woods y Shaughnessy tuvieron dos hijos, James y Daniel.

## Discografía
- Walt Disney's Snow White and the Seven Dwarfs as Snow White (1949, RCA/Camden)
- It's Late (1957, Jubilee Records JGM 1046, LP, mono)

## Filmografía

### Televisión
| Año  | Título              | Personajes       | Referencias          |
| ---- | ------------------- | ---------------- | -------------------- |
| 1951 | The Alan Young Show | Singing Neighbor | Sin acreditar        |
| 1980 | Spring & Fall       | Socialite        | Episode: Out of Line |

### Shows de televisión
| Año  | Título               | Personajes | Referencias                        |
| ---- | -------------------- | ---------- | ---------------------------------- |
| 1950 | We, the People       | Herself    | Episode: Gene Stanlee, Ilene Woods |
| 1951 | The Garry Moore Show | Herself    | 19 episodios                       |
| 1956 | Of All Things        | Herself    | Regular Performer                  |

### Cine
| Year | Title              | Role                     | Notes         |
| ---- | ------------------ | ------------------------ | ------------- |
| 1945 | On Stage Everybody | Talent Show Winner No. 3 | Acreditada    |
| 1950 | Cinderella         | Cenicienta               | Voz (20 años) |

### Radio
| Year | Title                   | Role           | Notes           |
| ---- | ----------------------- | -------------- | --------------- |
| 1944 | The Philco Hall of Fame | Singer         | Miembro regular |
| 1944 | The Ilene Woods Show    | Herself / Host | 14 años         |